# All Hallows’ Eve 2
All Hallows’ Eve 2 ist ein US-amerikanischer Horror-Episodenfilm aus dem Jahr 2015 und die Fortsetzung zum Film All Hallows’ Eve – Komm raus und spiel! (2013).

## Handlung
Eine junge Frau entdeckt an Halloween eine mysteriöse VHS-Kassette vor ihrer Haustür. Beim Abspielen der Kassette wird sie Zeugin einer Reihe von grausamen und verstörenden Kurzgeschichten. Während sie die Geschichten verfolgt, wird ihr klar, dass die wahre Bedrohung von einem maskierten Mörder mit einem Kürbiskopf ausgeht, der es auf sie abgesehen hat.
- Jack Attack

Eine Babysitterin und ein Junge erleben unheimliche Ereignisse beim Schnitzen eines Kürbisses.
- The Last Halloween

Vier Kinder in Halloween-Kostümen besuchen ein Ehepaar und enthüllen eine düstere Wahrheit.
- The Offering

Ein Vater und sein Sohn bringen ein Opfer dar, um eine böse Entität zu besänftigen.
- Masochist

Eine Frau wird in einem Fahrstuhl von einem mysteriösen Mann terrorisiert.
- Descent

Teenager nehmen an einem grausamen Spiel auf einem Jahrmarkt teil.
- A Boy's Life

Ein Junge und seine Mutter kämpfen gegen Monster unter seinem Bett.
- Mr. Tricker's Treat

Ein Mann dekoriert sein Haus mit erschreckend realistischen Halloween-Dekorationen.
- Alexia

Ein Teenager wird von der Online-Präsenz seiner verstorbenen Ex-Freundin heimgesucht.

## Produktion
All Hallows’ Eve 2 wurde von Ruthless Pictures und Hollywood Shorts produziert. Der Film wurde am 6. Oktober 2015 als Video-on-Demand und digital veröffentlicht und erschien am 2. Februar 2016 auf DVD. In Deutschland kam der Film am 31. Januar 2020 raus.